# نهر البارد (حماة)
نهر البارد قرية سورية تتبع ناحية سلحب في منطقة السقيلبية في محافظة حماة. بلغ عدد سكانها 4,016 نسمة في عام 2004 حسب إحصاء المكتب المركزي للإحصاء.

## الموقع الجغرافي
فيها بلدية تتبع لها قرى الزيرة والحدادة وحير المسيل وتمازة ومشتى بيت حمرة. سكانها علويون.

## الوصول إلى القرية
تمر بالقرية طرق (حماة-اللاذقية وجبلة-حلب واللاذقية-سقيلبية وسلحب-نهر البارد وسلحب-اللاذقية وجبلة-حماة وعين الكروم-دمشق.

## الزراعة
يزرع المواطنون الشوندر السكري والقطن والقمح والزيتون والاشجار المثمرة وتوجد وحدة إرشادية زراعية.

## المناخ
الجو حار صيفا بارد شتاء ودائما يرد في الأخبار أن طريق سلحب-بيت ياشوط الذي يمر من القرية مقطوع بسبب تراكم الثلوج، وكان يمكن ممارسة رياضة التزلج على الثلج في القرية، ولكن الثلج في الشتاء لم يعد كثيفا بما يكفي لرياضة التزلج.
وفي الربيع يكون الجو بديعًا، حيث تسمع نقيق الضفادع وترى أسراب اللقالق التي تحط رحالها في القرية مدة أسبوع ثم تتابع موسم هجرتها.

## الاعياد
أهم الأعياد، عيد الغدير، عيد الاضحى، عيد الفطر بعيد رمضان شهر الصوم الكريم. وتوجد في القرية المقامات التالية: الشيخ عبد الهادي حيدر، سليمان معلا، علي ناصر، علي العجمي، الشيخ محمد شما.

## أحياء القرية
عين الطين وعين بلوطه والحي الشرقي والمرج الشوكة والغاطوس والقشاطي والحارة الغربية والشمالية والعليقه. معظم القرية بعثيون وهناك شيوعيون وقوميون سوريون وللمرأة مكانة متميزة في القرية فهي تحظى بكامل حقوقها ومعظم نساء القرية يرتدين الحجاب الشرعي الإسلامي. كما ويوجد الآن عدد أكبر من الشيوعيون والقوميون السوريون بشكل مساوي للبعثيين

## أهم المناطق السياحية
منطقة رأس الشعرة التي تمتلئ بالمطاعم والتنور صيفا وتغمر بالثلج معظم أوقات الشتاء.

## وصلات خارجية
- الوحدات الإدارية في محافظة حماة